# Liste der National Historic Landmarks in Kalifornien

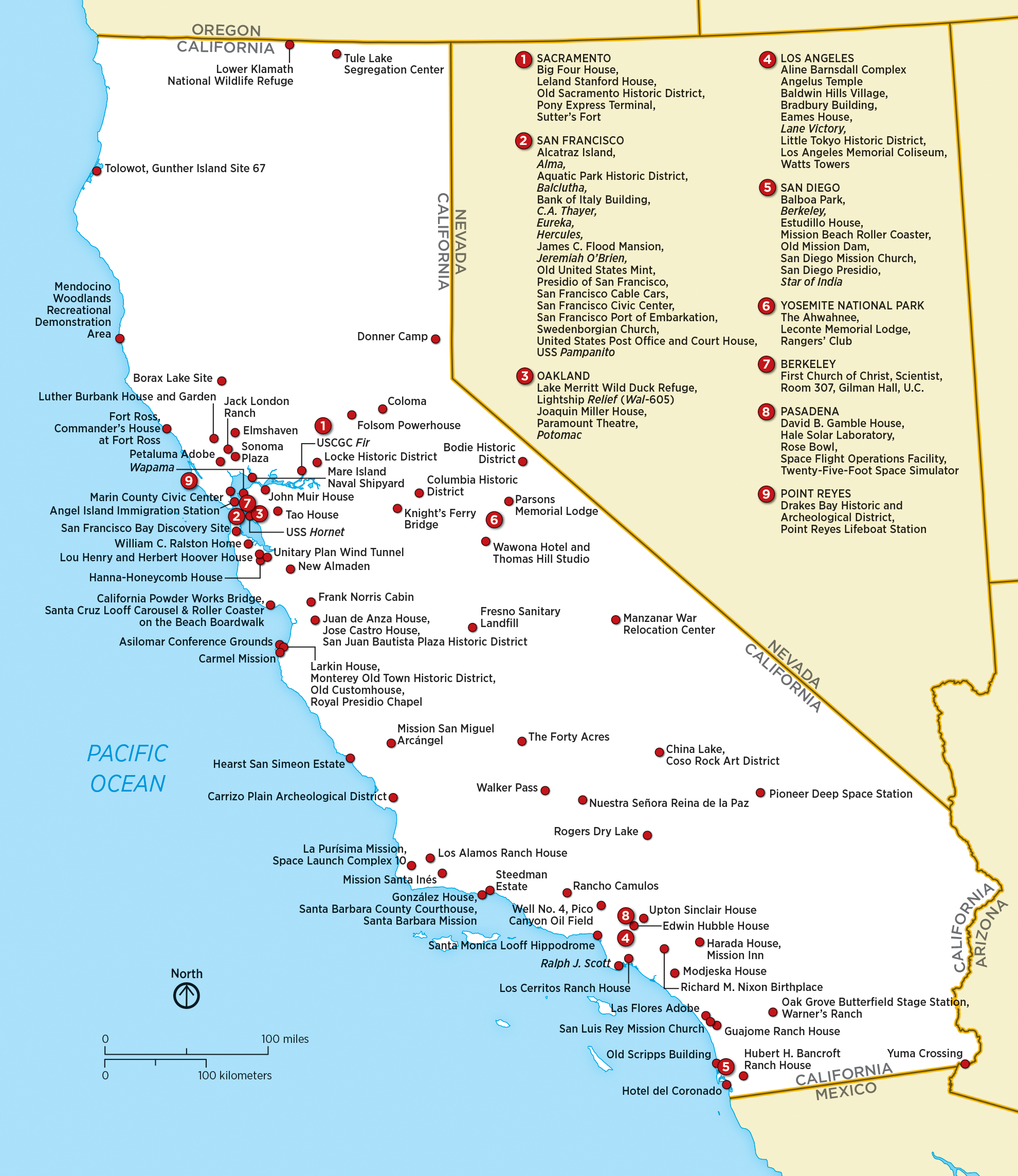
National Historic Landmarks in Kalifornien

Diese vollständige Liste der National Historic Landmarks in Kalifornien führt alle Objekte und Stätten im US-amerikanischen Bundesstaat Kalifornien auf, die in diesem Bundesstaat als National Historic Landmark eingestuft sind und unter der Aufsicht des National Park Service stehen. Diese Bauwerke, Distrikte, Objekte und andere Stätten entsprechen bestimmten Kriterien hinsichtlich ihrer nationalen Bedeutung. Diese Liste führt die Objekte nach den amtlichen Bezeichnungen im National Register of Historic Places.

## Legende
| NHL  | National Historic Landmark          |
| NHLD | National Historic Landmark District |

## Auflistung
|     | Bezeichnung der Stätte                                                              | Bild | Jahr                          | Ort | County | Beschreibung |
| --- | ----------------------------------------------------------------------------------- | --- | ----------------------------- | --- | ------ | --- |
| 0   | The Abbey, Joaquin Miller House                                                     | Joaquin Miller House                                                                                                   | 29. Dez. 1962 ID-Nr. 66000204 | Oakland 37° 48′ 45″ N, 122° 11′ 7,8″ W                                                                           |        | Joaquin Miller, ein Schriftsteller, lebte hier von 1886 bis zu seinem Tode 1913.                                      |
| 2   | The Ahwahnee                                                                        | weitere Bilder | 28. Mai 1987 ID-Nr. 77000149  | Yosemite National Park 37° 44′ 44,7″ N, 119° 34′ 26,8″ W                                                         |        | Architekt: Gilbert Stanley Underwood                                                                                  |
| 3   | Alcatraz Island                                                                     | | 17. Jan. 1986 ID-Nr. 76000209 | San Francisco 37° 49′ 35″ N, 122° 25′ 21″ W                                                                      |        | ehem. Bundesgefängnis                                                                                                 |
| 4   | Alma (Schoner)                                                                      | weitere Bilder | 7. Juni 1988 ID-Nr. 75000179  | Hyde Street Pier, San Francisco Maritime National Historic Park, San Francisco 37° 48′ 27,7″ N, 122° 25′ 14,9″ W |        | |
| 5   | Angelus Temple                                                                      | weitere Bilder | 27. Apr. 1992 ID-Nr. 92001875 | Los Angeles 34° 4′ 34,7″ N, 118° 15′ 40,7″ W                                                                     |        | |
| 6   | Juan de Anza House                                                                  | weitere Bilder | 15. Apr. 1970 ID-Nr. 70000140 | San Juan Bautista 36° 50′ 37″ N, 121° 32′ 7,1″ W                                                                 |        | |
| 7   | Aquatic Park Historic District                                                      | | 28. Mai 1987 ID-Nr. 84001183  | San Francisco 37° 48′ 23″ N, 122° 25′ 25″ W                                                                      |        | |
| 8   | Asilomar Conference Grounds                                                         | | 27. Feb. 1987 ID-Nr. 87000823 | Merrill Hall, Asilomar Conference Grounds, Pacific Grove 36° 37′ 10,9″ N, 121° 55′ 53″ W                         |        | erbaut 1913 |
| 9   | Balboa Park                                                                         | weitere Bilder | 22. Dez. 1977 ID-Nr. 77000331 | San Diego 32° 43′ 53″ N, 117° 8′ 43,1″ W                                                                         |        | 4,9 km² |
| 10  | Balclutha                                                                           | weitere Bilder | 4. Feb. 1985 ID-Nr. 76000178  | Hyde Street Pier, San Francisco Maritime National Historic Park, San Francisco 37° 48′ 35,6″ N, 122° 25′ 21″ W   |        | |
| 11  | Baldwin Hills Village                                                               | | 3. Jan. 2001 ID-Nr. 93000269  | Baldwin Hills 34° 1′ 10,9″ N, 118° 21′ 38,9″ W                                                                   |        | heute bekannt als Village Green, 627 Wohneinheiten, erbaut zwischen 1935 und 1942.                                    |
| 12  | Hubert H. Bancroft Ranch House                                                      | 1964 | 29. Dez. 1962 ID-Nr. 66000227 | Spring Valley 32° 44′ 4,6″ N, 116° 59′ 17,9″ W                                                                   |        | |
| 13  | Bank of Italy Building                                                              | Bank of Italy Building, 552 Montgomery St., San Francisco. Nordwestlich von Montgomery und Clay Sts.                   | 2. Juni 1978 ID-Nr. 78000754  | San Francisco 37° 47′ 39,8″ N, 122° 24′ 10,8″ W                                                                  |        | |
| 14  | Aline Barnsdall Complex (Hollyhock House)                                           | Hollyhock House | 29. März 2007 ID-Nr. 71000143 | Los Angeles 34° 5′ 59,6″ N, 118° 17′ 40,6″ W                                                                     |        | |
| 15  | Berkeley (ferry)                                                                    | weitere Bilder | 14. Dez. 1990 ID-Nr. 90002220 | San Diego 32° 43′ 0,8″ N, 117° 10′ 21,4″ W                                                                       |        | |
| 16  | Big Four House                                                                      | weitere Bilder | 4. Juli 1961 ID-Nr. 76000541  | Sacramento (Altstadt) 38° 34′ 57,7″ N, 121° 30′ 12″ W                                                            |        | erbaut 1852 |
| 17  | Bodie Historic District                                                             | weitere Bilder | 4. Juli 1961 ID-Nr. 66000213  | Bodie 38° 12′ 44″ N, 119° 0′ 44″ W                                                                               |        | erbaut 1859, heute Geisterstadt                                                                                       |
| 18  | Borax Lake Site                                                                     | Borax Lake Site | 20. Sep. 2006 ID-Nr. 91001424 | Clearlake Adresse nicht veröffentlicht                                                                           |        | |
| 19  | Bradbury Building                                                                   | weitere Bilder | 5. Mai 1977 ID-Nr. 71000144   | Los Angeles 34° 3′ 2,7″ N, 118° 14′ 53,4″ W                                                                      |        | erbaut 1893 |
| 20  | Luther Burbank House and Garden                                                     | weitere Bilder | 19. Juni 1964 ID-Nr. 66000241 | Santa Rosa 38° 26′ 10,1″ N, 122° 42′ 43,9″ W                                                                     |        | |
| 21  | C.A. Thayer (Schoner)                                                               | weitere Bilder | 13. Nov. 1966 ID-Nr. 66000229 | San Francisco 37° 48′ 28,5″ N, 122° 25′ 15,9″ W                                                                  |        | Bj. 1895 |
| 22  | California Powder Works Bridge                                                      | weitere Bilder | 27. Feb. 2015 ID-Nr. 15000279 | Santa Cruz 37° 0′ 38,2″ N, 122° 2′ 38,4″ W                                                                       |        | |
| 23  | Carmel Mission                                                                      | weitere Bilder | 9. Okt. 1960 ID-Nr. 66000214  | Carmel-by-the-Sea 36° 32′ 27,6″ N, 121° 55′ 6,8″ W                                                               |        | |
| 24  | Carrizo Plain Archeological District                                                | Luftaufnahme (Nähe Carrizo Plain)                                                                                      | 2. März 2012 ID-Nr. 01000509  | San Luis Obispo 35° 11′ 29″ N, 119° 43′ 34″ W                                                                    |        | |
| 25  | Jose Castro House                                                                   | weitere Bilder | 15. Mai 1970 ID-Nr. 70000141  | San Juan Bautista 36° 50′ 34,2″ N, 121° 32′ 4,9″ W                                                               |        | |
| 26  | Coloma                                                                              | weitere Bilder | 4. Juli 1961 ID-Nr. 66000207  | Coloma 38° 48′ 0″ N, 120° 53′ 21,1″ W                                                                            |        | |
| 27  | Columbia Historic District                                                          | | 4. Juli 1961 ID-Nr. 66000242  | Sonora 38° 2′ 8,8″ N, 120° 24′ 3,8″ W                                                                            |        | |
| 28  | Commander’s House, Fort Ross                                                        | weitere Bilder | 15. Mai 1970 ID-Nr. 66000239  | Fort Ross 38° 30′ 52″ N, 123° 14′ 37″ W                                                                          |        | erbaut 1812 |
| 29  | Coso Rock Art District (ehem. Big and Little Petroglyph Canyons)                    | Coso Rock Art | 8. Juli 2001 ID-Nr. 99001178  | Naval Air Weapons Station China Lake Adresse nicht veröffentlicht                                                |        | |
| 30  | Donner Camp Sites                                                                   | Photograph of a memorial at the Donner Camp, a set of bronze figures, woman, man, and child, atop a tall stone plinth. | 20. Jan. 1961 ID-Nr. 66000218 | Truckee 39° 19′ 12″ N, 120° 14′ 30″ W                                                                            |        | |
| 31  | Drakes Bay Historic and Archeological District                                      | weitere Bilder | 16. Okt. 2012 ID-Nr. 12001006 | Drakes Bay 38° 2′ 3,2″ N, 122° 56′ 26,9″ W                                                                       |        | Anlandungsstelle von Francis Drake (1579) und Sebastian Rodriguez Cermeño (1595)                                      |
| 32  | Eames House (Case Study House #8)                                                   | Eames House | 20. Sep. 2006 ID-Nr. 06000978 | Pacific Palisades 34° 1′ 47″ N, 118° 31′ 10″ W                                                                   |        | erbaut 1949, auch bekannt unter Case Study House No. 8                                                                |
| 33  | Elmshaven (Ellen White House)                                                       | weitere Bilder | 4. Nov. 1993 ID-Nr. 93001609  | St. Helena 38° 32′ 6,4″ N, 122° 28′ 40,6″ W                                                                      |        | |
| 34  | Estudillo House                                                                     | 1937 | 15. Apr. 1970 ID-Nr. 70000143 | San Diego 32° 45′ 15,1″ N, 117° 11′ 49,5″ W                                                                      |        | |
| 35  | Eureka (double-ended ferry)                                                         | weitere Bilder | 4. Feb. 1985 ID-Nr. 73000229  | San Francisco 37° 48′ 26,8″ N, 122° 25′ 16,7″ W                                                                  |        | Bj. 1890 |
| 36  | USCGC Fir                                                                           | weitere Bilder | 27. Apr. 1992 ID-Nr. 92001880 | Rio Vista 38° 8′ 59,1″ N, 121° 40′ 59,4″ W                                                                       |        | |
| 37  | First Church of Christ, Scientist                                                   | Frontansicht | 22. Dez. 1977 ID-Nr. 77000283 | Berkeley 37° 51′ 55,8″ N, 122° 15′ 20,3″ W                                                                       |        | Architekt: Bernard Ralph Maybeck                                                                                      |
| 38  | James C. Flood Mansion                                                              | weitere Bilder | 13. Nov. 1966 ID-Nr. 66000230 | San Francisco 37° 47′ 30,7″ N, 122° 24′ 38,9″ W                                                                  |        | |
| 39  | Folsom Powerhouse                                                                   | weitere Bilder | 29. Mai 1981 ID-Nr. 73000426  | Folsom 38° 40′ 50″ N, 121° 10′ 32″ W                                                                             |        | |
| 40  | Fort Ross                                                                           | weitere Bilder | 5. Nov. 1961 ID-Nr. 66000239  | Fort Ross 38° 30′ 44,7″ N, 123° 14′ 33,7″ W                                                                      |        | erbaut 1812 |
| 41  | Fresno Sanitary Landfill                                                            | Fresno Sanitary Landfill                                                                                               | 7. Aug. 2001 ID-Nr. 01001050  | Fresno 36° 42′ 0″ N, 119° 49′ 47″ W                                                                              |        | von 1937 |
| 42  | David B. Gamble House                                                               | weitere Bilder | 22. Dez. 1977 ID-Nr. 71000155 | Pasadena 34° 9′ 6″ N, 118° 9′ 37,3″ W                                                                            |        | |
| 43  | González House                                                                      | weitere Bilder | 15. Apr. 1970 ID-Nr. 70000149 | Santa Barbara 34° 25′ 27,2″ N, 119° 41′ 45,1″ W                                                                  |        | erbaut ca. 1825 |
| 44  | Guajome Ranch House                                                                 | weitere Bilder | 15. Apr. 1970 ID-Nr. 70000145 | Vista 33° 14′ 0,2″ N, 117° 15′ 14,3″ W                                                                           |        | |
| 45  | Hale Solar Observatory                                                              | George Ellery Hale am Schreibtisch                                                                                     | 20. Dez. 1989 ID-Nr. 86000103 | Pasadena 34° 7′ 58,7″ N, 118° 7′ 18,5″ W                                                                         |        | |
| 46  | Hanna-Honeycomb House                                                               | weitere Bilder | 29. Juni 1989 ID-Nr. 78000780 | Palo Alto 37° 24′ 58,1″ N, 122° 9′ 50,9″ W                                                                       |        | |
| 47  | Harada House                                                                        | Harada House | 14. Dez. 1990 ID-Nr. 77000325 | Riverside 33° 59′ 6,6″ N, 117° 22′ 9,3″ W                                                                        |        | |
| 48  | Hearst San Simeon Estate                                                            | weitere Bilder | 11. Mai 1976 ID-Nr. 72000253  | San Simeon 35° 41′ 6″ N, 121° 10′ 4″ W                                                                           |        | ehem. Bezeichnung: „La Cuesta Encantada“.                                                                             |
| 49  | Hercules (tug)                                                                      | weitere Bilder | 17. Jan. 1986 ID-Nr. 75000225 | Hyde Street Pier, San Francisco Maritime National Historic Park, San Francisco 37° 48′ 30,4″ N, 122° 25′ 15,9″ W |        | Bj. 1907 |
| 50  | Lou Henry and Herbert Hoover House                                                  | weitere Bilder | 4. Feb. 1985 ID-Nr. 78000786  | Palo Alto 37° 25′ 3,8″ N, 122° 10′ 8,6″ W                                                                        |        | |
| 51  | USS Hornet (CVS-12) (aircraft carrier)                                              | weitere Bilder | 4. Dez. 1991 ID-Nr. 91002065  | Alameda 37° 46′ 21,8″ N, 122° 18′ 10,4″ W                                                                        |        | |
| 52  | Hotel del Coronado                                                                  | weitere Bilder | 5. Mai 1977 ID-Nr. 71000181   | Coronado 32° 40′ 51,2″ N, 117° 10′ 35,8″ W                                                                       |        | |
| 53  | Edwin Hubble House                                                                  | Edwin Hubble House (1975)                                                                                              | 8. Dez. 1976 ID-Nr. 76000494  | San Marino 34° 7′ 23,7″ N, 118° 7′ 17″ W                                                                         |        | |
| 54  | Jeremiah O’Brien (Liberty ship)                                                     | | 14. Jan. 1986 ID-Nr. 78003405 | San Francisco 37° 48′ 22,8″ N, 122° 25′ 42,9″ W                                                                  |        | |
| 55  | Knight’s Ferry Bridge                                                               | weitere Bilder | 16. Okt. 2012 ID-Nr. 12001014 | Knights Ferry 37° 49′ 10,2″ N, 120° 39′ 49″ W                                                                    |        | Brücke |
| 56  | La Purisima Mission                                                                 | weitere Bilder | 15. Apr. 1970 ID-Nr. 70000147 | Lompoc 34° 40′ 18,5″ N, 120° 25′ 20,8″ W                                                                         |        | |
| 57  | Lake Merritt Wild Duck Refuge                                                       | weitere Bilder | 23. Mai 1963 ID-Nr. 66000205  | Oakland 37° 48′ 14″ N, 122° 15′ 32,8″ W                                                                          |        | |
| 58  | Lane Victory (Schiff)                                                               | SS Lane Victory | 14. Dez. 1990 ID-Nr. 90002222 | Berth 46, Port of Los Angeles, San Pedro 33° 42′ 52″ N, 118° 16′ 29″ W                                           |        | |
| 59  | Larkin House                                                                        | weitere Bilder | 19. Dez. 1960 ID-Nr. 66000215 | Monterey 36° 35′ 56″ N, 121° 53′ 44,3″ W                                                                         |        | |
| 60  | Las Flores Adobe                                                                    | 100 px | 24. Nov. 1968 ID-Nr. 68000021 | Camp Pendleton 33° 17′ 59,8″ N, 117° 27′ 39,8″ W                                                                 |        | |
| 61  | Leconte Memorial Lodge                                                              | weitere Bilder | 28. Mai 1987 ID-Nr. 77000148  | Yosemite National Park 37° 44′ 17,9″ N, 119° 34′ 42,3″ W                                                         |        | erbaut 1903 |
| 62  | Lightship WAL-605, Relief                                                           | weitere Bilder | 20. Dez. 1989 ID-Nr. 89002462 | Oakland 37° 47′ 44,5″ N, 122° 16′ 50,1″ W                                                                        |        | |
| 63  | Little Tokyo Historic District                                                      | Nishi Hongwanji Buddhist temple                                                                                        | 12. Juni 1995 ID-Nr. 86001479 | Little Tokyo Historic District, Los Angeles 34° 3′ 2″ N, 118° 14′ 22″ W                                          |        | |
| 64  | Locke Historic District                                                             | | 14. Dez. 1990 ID-Nr. 71000174 | Locke (Kalifornien) 38° 15′ 2″ N, 121° 30′ 35″ W                                                                 |        | erbaut 1915 |
| 65  | Jack London Ranch                                                                   | weitere Bilder | 29. Dez. 1962 ID-Nr. 66000240 | Glen Ellen 38° 21′ 2″ N, 122° 32′ 35″ W                                                                          |        | Anwesen von Jack London (1905 bis zu seinem Tode)                                                                     |
| 66  | Los Alamos Ranch House                                                              | Los Alamos Ranch House                                                                                                 | 15. Apr. 1970 ID-Nr. 70000148 | Los Alamos |        | |
| 67  | Los Angeles Memorial Coliseum                                                       | weitere Bilder | 27. Juli 1984 ID-Nr. 84003866 | Los Angeles 34° 0′ 50,4″ N, 118° 17′ 16″ W                                                                       |        | |
| 68  | Los Cerritos Ranch House                                                            | weitere Bilder | 15. Apr. 1970 ID-Nr. 70000135 | 4600 American Avenue, Long Beach 33° 50′ 11″ N, 118° 11′ 40,3″ W                                                 |        | |
| 69  | Lower Klamath National Wildlife Refuge                                              | weitere Bilder | 12. Jan. 1965 ID-Nr. 66000238 | Dorris und Klamath Falls 41° 58′ 0″ N, 121° 46′ 0″ W                                                             |        | National Wildlife Refuge (seit 1908)                                                                                  |
| 70  | Manzanar War Relocation Center                                                      | weitere Bilder | 4. Feb. 1985 ID-Nr. 76000484  | Independence 36° 43′ 41″ N, 118° 9′ 16″ W                                                                        |        | ehem. Internierungslager für Japanischstämmige                                                                        |
| 71  | Mare Island Naval Shipyard                                                          | weitere Bilder | 15. Mai 1975 ID-Nr. 75002103  | Vallejo 38° 6′ 0″ N, 122° 16′ 12″ W                                                                              |        | |
| 72  | Marin County Civic Center                                                           | weitere Bilder | 17. Juli 1991 ID-Nr. 91002055 | San Rafael 37° 59′ 52″ N, 122° 31′ 50″ W                                                                         |        | |
| 73  | Mendocino Woodlands Recreational Demonstration Area                                 | | 25. Sep. 1997 ID-Nr. 97001262 | Mendocino 39° 19′ 43″ N, 123° 41′ 54″ W                                                                          |        | |
| 74  | Mission Beach Roller Coaster                                                        | weitere Bilder | 27. Feb. 1987 ID-Nr. 78000753 | San Diego 32° 46′ 11,8″ N, 117° 15′ 0,2″ W                                                                       |        | |
| 75  | Mission Inn                                                                         | weitere Bilder | 5. Mai 1977 ID-Nr. 71000173   | Riverside 33° 58′ 53,8″ N, 117° 22′ 18″ W                                                                        |        | Hotel, erbaut 1876 |
| 76  | Mission San Miguel Arcángel                                                         | weitere Bilder | 20. März 2006 ID-Nr. 71000191 | San Miguel 35° 44′ 41″ N, 120° 41′ 53″ W                                                                         |        | 16. Kirche der California Mission                                                                                     |
| 77  | Mission Santa Inés                                                                  | Mission Santa Inés | 20. Jan. 1999 ID-Nr. 99000630 | Solvang 34° 35′ 40″ N, 120° 8′ 12″ W                                                                             |        | 19. Kirche der California Mission                                                                                     |
| 78  | Modjeska House                                                                      | Modjeska House | 14. Dez. 1990 ID-Nr. 72000244 | Modjeska 33° 42′ 58,8″ N, 117° 37′ 25,8″ W                                                                       |        | Architekt: Stanford White                                                                                             |
| 79  | Monterey Old Town Historic District                                                 | 1936 | 15. Apr. 1970 ID-Nr. 70000137 | Monterey 36° 35′ 59″ N, 121° 53′ 37″ W                                                                           |        | |
| 80  | John Muir House                                                                     | weitere Bilder | 29. Dez. 1962 ID-Nr. 66000083 | Martinez 37° 59′ 30″ N, 122° 7′ 49,8″ W                                                                          |        | |
| 81  | New Almaden                                                                         | weitere Bilder | 4. Juli 1961 ID-Nr. 66000236  | San José 37° 10′ 48″ N, 121° 50′ 8″ W                                                                            |        | |
| 82  | Richard M. Nixon Birthplace                                                         | | 31. Mai 1973 ID-Nr. 71000171  | Yorba Linda 33° 53′ 19″ N, 117° 49′ 7,5″ W                                                                       |        | Geburtsstätte von Richard Milhous Nixon, heute Richard Nixon Presidential Library and Museum                          |
| 83  | Frank Norris Cabin                                                                  | Frank Norris Memorial                                                                                                  | 29. Dez. 1962 ID-Nr. 66000235 | Gilroy 37° 2′ 11″ N, 121° 42′ 45″ W                                                                              |        | auch bekannt als Redwood Retreat                                                                                      |
| 84  | Nuestra Senora Reina de la Paz                                                      | Nuestra Senora Reina de la Paz                                                                                         | 8. Okt. 2012 ID-Nr. 11000576  | Keene 35° 13′ 24,3″ N, 118° 33′ 49″ W                                                                            |        | |
| 85  | Oak Grove Butterfield Stage Station                                                 | 1960 | 5. Nov. 1961 ID-Nr. 66000222  | Warner Springs 33° 23′ 23″ N, 116° 47′ 38,7″ W                                                                   |        | |
| 86  | Old Customhouse                                                                     | weitere Bilder | 19. Dez. 1960 ID-Nr. 66000217 | Monterey 36° 35′ 46,3″ N, 121° 53′ 31,4″ W                                                                       |        | erbaut 1827 |
| 87  | Old Mission Dam                                                                     | weitere Bilder | 21. Mai 1963 ID-Nr. 66000225  | San Diego 32° 50′ 17,5″ N, 117° 2′ 32,3″ W                                                                       |        | heute Mission Trails Regional Park                                                                                    |
| 88  | Old Sacramento Historic District                                                    | | 12. Jan. 1965 ID-Nr. 66000219 | Sacramento 38° 34′ 58″ N, 121° 30′ 12″ W                                                                         |        | |
| 89  | Old Scripps Building                                                                | | 20. Mai 1982 ID-Nr. 77000330  | La Jolla 32° 51′ 52″ N, 117° 15′ 8,6″ W                                                                          |        | |
| 90  | Old United States Mint                                                              | weitere Bilder | 4. Juli 1961 ID-Nr. 66000231  | 88 Fifth St., San Francisco 37° 46′ 57,8″ N, 122° 24′ 23,3″ W                                                    |        | erbaut 1874 |
| 91  | USS Pampanito (submarine)                                                           | weitere Bilder | 14. Jan. 1986 ID-Nr. 86000089 | San Francisco 37° 48′ 31″ N, 122° 24′ 56,2″ W                                                                    |        | |
| 92  | Paramount Theatre                                                                   | weitere Bilder | 5. Mai 1977 ID-Nr. 73000395   | Oakland 37° 48′ 34″ N, 122° 16′ 4,7″ W                                                                           |        | |
| 93  | Parsons Memorial Lodge                                                              | | 28. Mai 1987 ID-Nr. 79000283  | Yosemite National Park 37° 52′ 35,8″ N, 119° 21′ 59,8″ W                                                         |        | |
| 94  | Petaluma Adobe                                                                      | weitere Bilder | 15. Apr. 1970 ID-Nr. 70000151 | Petaluma 38° 15′ 19,7″ N, 122° 35′ 4,2″ W                                                                        |        | |
| 95  | Pioneer Deep Space Station                                                          | | 3. Okt. 1985 ID-Nr. 85002813  | Fort Irwin 35° 23′ 15″ N, 116° 51′ 22,3″ W                                                                       |        | |
| 96  | Point Reyes Lifeboat Station                                                        | weitere Bilder | 20. Dez. 1989 ID-Nr. 85002756 | Point Reyes 37° 59′ 38″ N, 122° 58′ 26″ W                                                                        |        | |
| 97  | Pony Express Terminal                                                               | 1960 | 4. Juli 1961 ID-Nr. 66000220  | Sacramento 38° 34′ 58,4″ N, 121° 30′ 15,3″ W                                                                     |        | |
| 98  | Potomac (Presidential yacht)                                                        | weitere Bilder | 14. Dez. 1990 ID-Nr. 87000068 | Oakland 37° 47′ 36,6″ N, 122° 16′ 44,4″ W                                                                        |        | ehemals USCGC Electra                                                                                                 |
| 99  | Presidio of San Francisco                                                           | weitere Bilder | 13. Juni 1962 ID-Nr. 66000232 | San Francisco 37° 48′ 0″ N, 122° 28′ 0″ W                                                                        |        | |
| 100 | Ralph J. Scott (fireboat)                                                           | Ralph J. Scott (fireboat)                                                                                              | 30. Juni 1989 ID-Nr. 89001430 | San Pedro 33° 44′ 28,7″ N, 118° 16′ 44,2″ W                                                                      |        | |
| 101 | William C. Ralston Home                                                             | weitere Bilder | 13. Nov. 1966 ID-Nr. 66000234 | Belmont 37° 31′ 3″ N, 122° 17′ 10″ W                                                                             |        | |
| 102 | Rancho Camulos                                                                      | weitere Bilder | 16. Feb. 2000 ID-Nr. 96001137 | Piru 34° 24′ 20,3″ N, 118° 45′ 24″ W                                                                             |        | |
| 103 | Rangers’ Club                                                                       | Ranger’s Club | 28. Mai 1987 ID-Nr. 87001414  | Yosemite National Park 37° 44′ 43,7″ N, 119° 35′ 12,4″ W                                                         |        | |
| 104 | Rogers Dry Lake                                                                     | weitere Bilder | 3. Okt. 1985 ID-Nr. 85002816  | Edwards Air Force Base 34° 57′ 0″ N, 117° 52′ 0″ W                                                               |        | |
| 105 | Room 307, Gilman Hall, University of California                                     | Room 307, Gilman Hall, University of California                                                                        | 21. Dez. 1965 ID-Nr. 66000203 | Berkeley 37° 52′ 14,9″ N, 122° 15′ 18″ W                                                                         |        | |
| 106 | Rose Bowl                                                                           | weitere Bilder | 27. Feb. 1987 ID-Nr. 87000755 | Pasadena 34° 9′ 34,3″ N, 118° 10′ 0,4″ W                                                                         |        | |
| 107 | Royal Presidio Chapel                                                               | | 9. Okt. 1960 ID-Nr. 66000216  | Monterey 36° 35′ 45″ N, 121° 53′ 25,1″ W                                                                         |        | |
| 108 | San Diego Mission Church                                                            | weitere Bilder | 15. Apr. 1970 ID-Nr. 70000144 | San Diego 32° 46′ 58″ N, 117° 6′ 22,5″ W                                                                         |        | |
| 109 | San Diego Presidio                                                                  | weitere Bilder | 9. Okt. 1960 ID-Nr. 66000226  | San Diego 32° 45′ 31″ N, 117° 11′ 36″ W                                                                          |        | |
| 110 | San Francisco Bay Discovery Site                                                    | San Francisco Bay Discovery Site                                                                                       | 23. Mai 1968 ID-Nr. 68000022  | San Bruno 37° 36′ 11″ N, 122° 27′ 17″ W                                                                          |        | Teil der Golden Gate National Recreation Area.                                                                        |
| 111 | San Francisco Cable Cars                                                            | weitere Bilder | 29. Jan. 1964 ID-Nr. 66000233 | San Francisco 37° 47′ 44″ N, 122° 24′ 27″ W                                                                      |        | |
| 112 | San Francisco Civic Center                                                          | San Francisco Civic Center                                                                                             | 27. Feb. 1987 ID-Nr. 78000757 | San Francisco 37° 46′ 47″ N, 122° 25′ 4″ W                                                                       |        | Örtlichkeit, an der die United Nations Charter sowie der Friedensvertrag mit Japan unterzeichnet wurde (jeweils 1945) |
| 113 | San Francisco Port of Embarkation, U.S. Army                                        | weitere Bilder | 4. Feb. 1985 ID-Nr. 85002433  | San Francisco 37° 48′ 26″ N, 122° 25′ 50″ W                                                                      |        | Teil der Golden Gate National Recreation Area                                                                         |
| 114 | San Juan Bautista Plaza Historic District                                           | weitere Bilder | 15. Apr. 1970 ID-Nr. 69000038 | San Juan Bautista 36° 50′ 37,5″ N, 121° 32′ 4,4″ W                                                               |        | Drehort des Films Vertigo.                                                                                            |
| 115 | San Luis Rey Mission Church                                                         | As of 2005 | 15. Apr. 1970 ID-Nr. 70000142 | Oceanside 33° 22′ 3″ N, 117° 13′ 6″ W                                                                            |        | Kirchengebäude |
| 116 | Santa Barbara County Courthouse                                                     | weitere Bilder | 5. Apr. 2005 ID-Nr. 81000177  | Santa Barbara 34° 25′ 27,7″ N, 119° 42′ 8,9″ W                                                                   |        | |
| 117 | Santa Barbara Mission                                                               | weitere Bilder | 9. Okt. 1960 ID-Nr. 66000237  | Santa Barbara 34° 26′ 14,5″ N, 119° 42′ 45,5″ W                                                                  |        | |
| 118 | Santa Cruz Looff Carousel and Roller Coaster                                        | . | 27. Feb. 1987 ID-Nr. 87000764 | 36° 57′ 52″ N, 122° 1′ 0″ W                                                                                      |        | |
| 119 | Santa Monica Looff Hippodrome                                                       | weitere Bilder | 27. Feb. 1987 ID-Nr. 87000766 | Santa Monica 34° 0′ 36,7″ N, 118° 29′ 46,9″ W                                                                    |        | |
| 120 | Upton Sinclair House                                                                | Upton Sinclair House                                                                                                   | 11. Nov. 1971 ID-Nr. 71000153 | Monrovia 34° 9′ 43,1″ N, 118° 0′ 4,4″ W                                                                          |        | |
| 121 | Sonoma Plaza                                                                        | weitere Bilder | 19. Dez. 1960 ID-Nr. 75000489 | Sonoma 38° 17′ 4″ N, 122° 27′ 26,6″ W                                                                            |        | |
| 122 | Space Flight Operations Facility                                                    | Innenansicht | 3. Okt. 1985 ID-Nr. 85002814  | Pasadena 34° 11′ 57,6″ N, 118° 10′ 25″ W                                                                         |        | |
| 123 | Space Launch Complex 10                                                             | Thor-Agena-Fahrzeug | 23. Juni 1986 ID-Nr. 86003511 | Vandenberg Air Force Base 34° 45′ 55″ N, 120° 37′ 20″ W                                                          |        | |
| 124 | Leland Stanford House                                                               | weitere Bilder | 28. Mai 1987 ID-Nr. 71000178  | Sacramento 38° 34′ 35,5″ N, 121° 29′ 52,5″ W                                                                     |        | |
| 125 | Star of India (bark)                                                                | weitere Bilder | 13. Nov. 1966 ID-Nr. 66000223 | San Diego 32° 42′ 51,2″ N, 117° 10′ 22,3″ W                                                                      |        | |
| 126 | Steedman Estate (Casa del Herrero)                                                  | | 16. Jan. 2009 ID-Nr. 87000002 | Montecito 34° 26′ 7″ N, 119° 38′ 8″ W                                                                            |        | |
| 127 | Sutter’s Fort                                                                       | Sutter’s Fort | 20. Jan. 1961 ID-Nr. 66000221 | Sacramento 38° 34′ 13,6″ N, 121° 28′ 12,3″ W                                                                     |        | |
| 128 | Swedenborgian Church                                                                | weitere Bilder | 18. Aug. 2004 ID-Nr. 04001154 | San Francisco 37° 47′ 24,8″ N, 122° 26′ 45,2″ W                                                                  |        | |
| 129 | Tao House                                                                           | weitere Bilder | 17. Juli 1971 ID-Nr. 71000137 | Danville 37° 49′ 33,5″ N, 122° 1′ 39,2″ W                                                                        |        | |
| 130 | The Forty Acres                                                                     | The Forty Acres | 6. Okt. 2008 ID-Nr. 08001090  | Delano 35° 45′ 47,7″ N, 119° 17′ 15″ W                                                                           |        | |
| 131 | Tolowot, Gunther Island Site 67                                                     | Tolowot, Gunther Island Site 67                                                                                        | 19. Juli 1964 ID-Nr. 66000208 | Eureka 40° 48′ 36″ N, 124° 10′ 19″ W                                                                             |        | Ausgrabungsstätte und Schauplatz des Wiyot-Massakers von 1860                                                         |
| 132 | Tule Lake Segregation Center                                                        | weitere Bilder | 17. Feb. 2006 ID-Nr. 06000210 | Newell 41° 53′ 12,5″ N, 121° 22′ 17,6″ W                                                                         |        | ehem. Internierungslager für Japaner                                                                                  |
| 133 | Twenty-Five-Foot Space Simulator                                                    | Simulator | 3. Okt. 1985 ID-Nr. 85002812  | Pasadena 34° 12′ 3,5″ N, 118° 10′ 22,4″ W                                                                        |        | Jet Propulsion Laboratory                                                                                             |
| 134 | Unitary Plan Wind Tunnel                                                            | | 3. Okt. 1985 ID-Nr. 85002799  | Moffett Field 37° 24′ 56,4″ N, 122° 3′ 35,2″ W                                                                   |        | |
| 135 | United States Immigration Station, Angel Island                                     | weitere Bilder | 9. Dez. 1997 ID-Nr. 71000164  | Tiburon 37° 51′ 44″ N, 122° 25′ 13″ W                                                                            |        | heute Teil des Angel Island State Park                                                                                |
| 136 | United States Post Office and Court House (James R. Browning U.S. Court of Appeals) | weitere Bilder | 16. Okt. 2012 ID-Nr. 71000188 | San Francisco 37° 46′ 45,9″ N, 122° 24′ 40,2″ W                                                                  |        | Court House |
| 137 | Walker Pass                                                                         | Walker Pass (höchster Punkt)                                                                                           | 4. Juli 1961 ID-Nr. 66000210  | Onyx 35° 39′ 47″ N, 118° 1′ 37″ W                                                                                |        | |
| 138 | Warner’s Ranch                                                                      | weitere Bilder | 20. Jan. 1961 ID-Nr. 66000228 | Warner Springs 33° 14′ 19″ N, 116° 39′ 3″ W                                                                      |        | |
| 139 | Watts Towers                                                                        | weitere Bilder | 14. Dez. 1990 ID-Nr. 77000297 | Los Angeles 33° 56′ 13,1″ N, 118° 14′ 26″ W                                                                      |        | |
| 140 | Wawona Hotel and Thomas Hill Studio                                                 | Historische Aufnahme                                                                                                   | 28. Mai 1987 ID-Nr. 75000223  | Yosemite National Park 37° 32′ 11″ N, 119° 39′ 13″ W                                                             |        | erbaut 1879 |
| 141 | Well No. 4, Pico Canyon Oil Field                                                   | weitere Bilder | 13. Nov. 1966 ID-Nr. 66000212 | San Fernando 34° 22′ 10″ N, 118° 37′ 49″ W                                                                       |        | |
| 142 | Yuma Crossing and Associated Sites                                                  | weitere Bilder | 13. Nov. 1966 ID-Nr. 66000197 | Winterhaven 32° 43′ 45,1″ N, 114° 36′ 55,1″ W                                                                    |        | |

Die Yuma Crossing and Associated Sites befinden sich zudem in Arizona und sind dort ebenfalls gelistet. Das Lower Klamath National Wildlife Refuge wird mit Oregon geteilt, aber Kalifornien zugerechnet.